# Cruzex

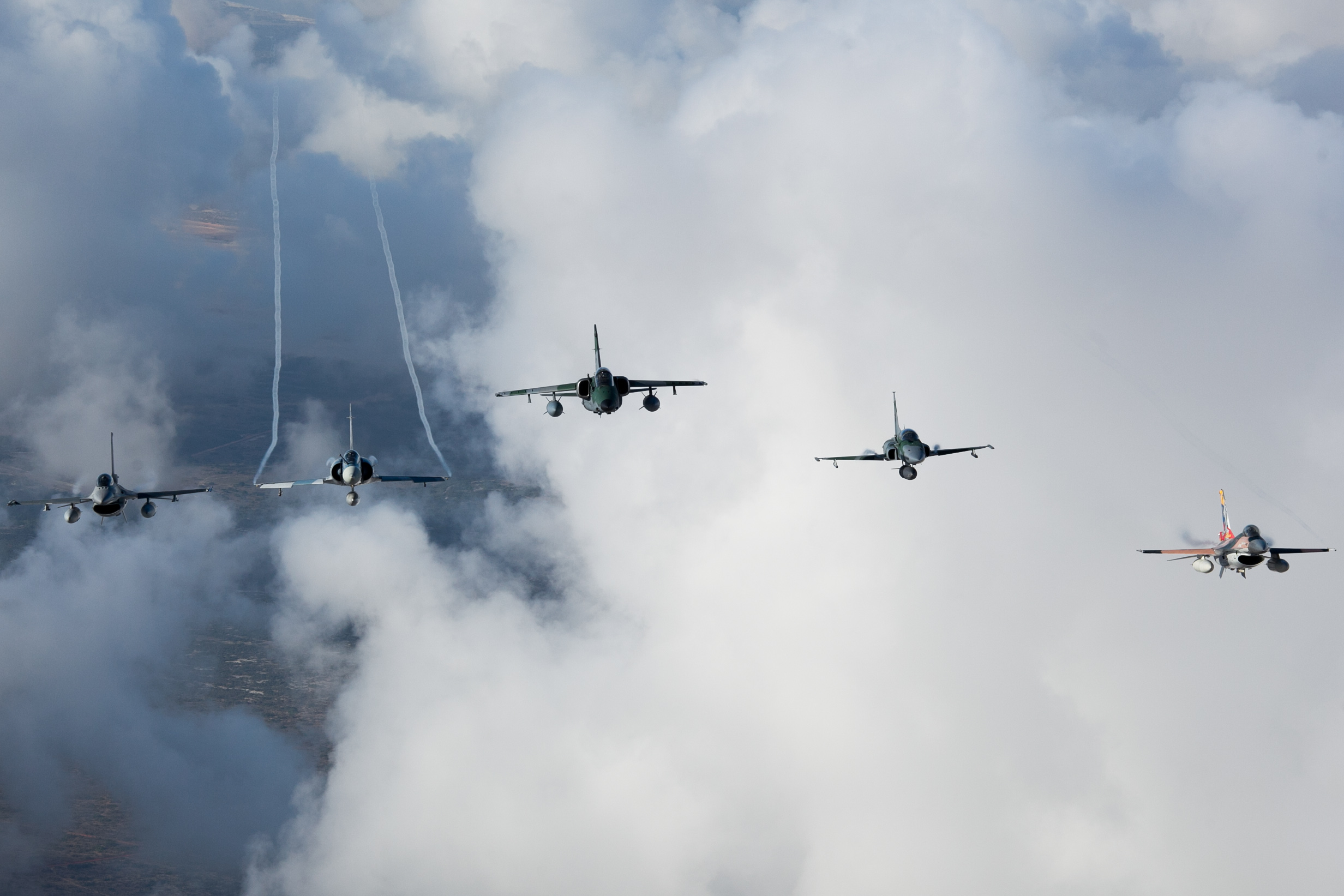
Aeronaves em voo durante a CRUZEX 2013.

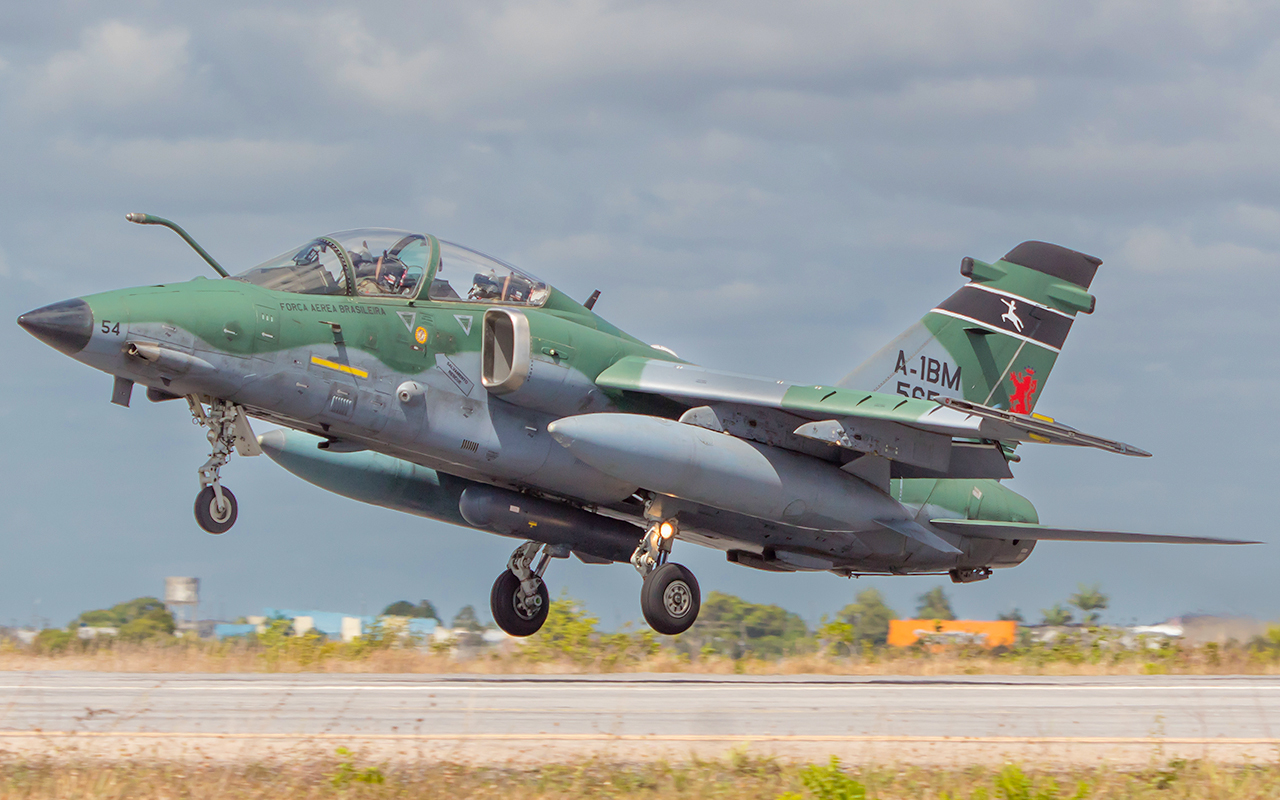
AMX A-1BM da Força Aérea Brasileira decolando em Natal durante a CRUZEX 2024

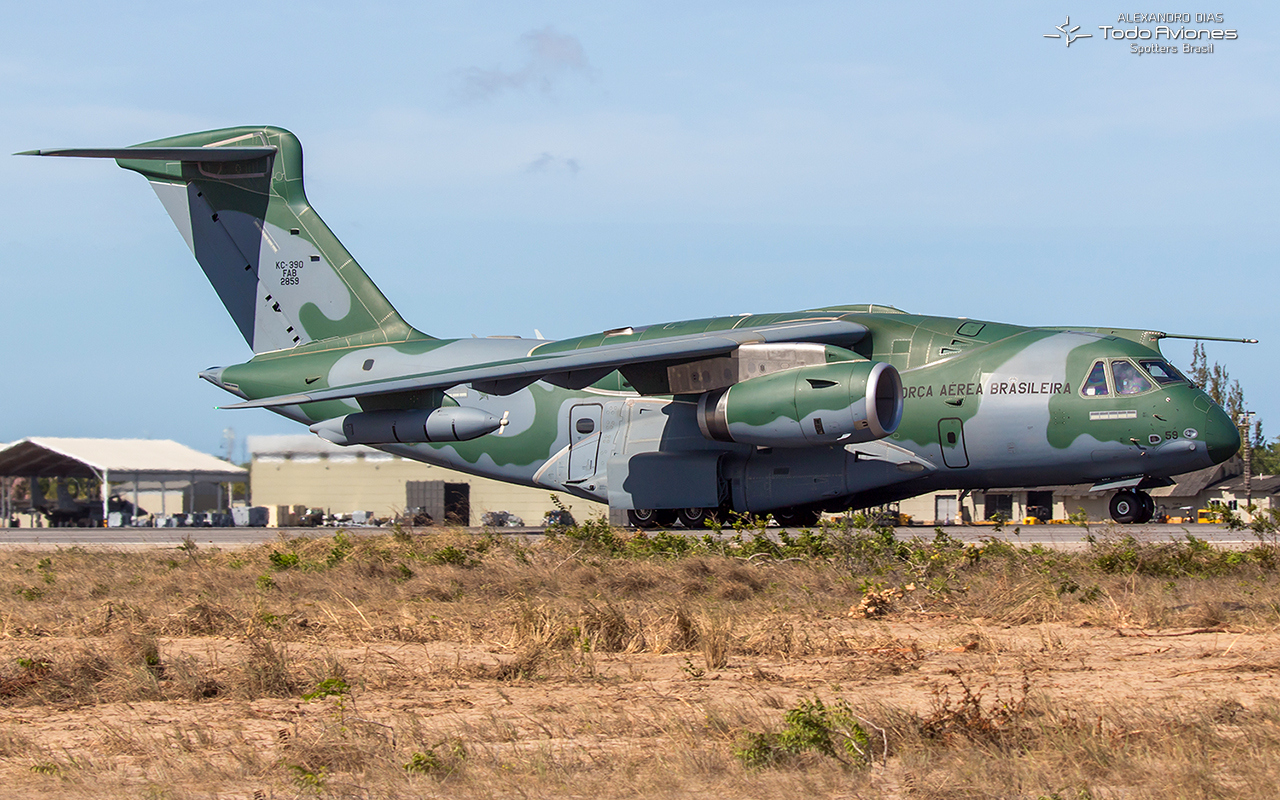
Embraer KC-390 Millennium taxiando durante a CRUZEX 2024

A Cruzex (Exercício Cruzeiro do Sul) é uma série de exercícios militares operacionais coordenados pela Força Aérea Brasileira desde 2002, tradicionalmente na Base Aérea de Natal, no estado do Rio Grande do Norte. A CRUZEX é o exercício aéreo mais importante da América Latina e o maior treinamento de guerra multinacional da região.
Os exercícios incluem busca e salvamento de combate, reabastecimento aéreo, ações de unidades de Operações Especiais e oportunidades combinadas de treinamento de centros de operações aéreas focadas na interoperabilidade.

## Lista de exercícios
Países participantes e suas aeronaves.
| |
| Cruzex I Maio de 2002 |
| Mirage III, F-5 Tiger II, AMX A-1, EMB-312 Tucano, Boeing 707, C-130 Hercules, EMB-110 Bandeirante, Super Puma, Bell UH-1, EAS350 Mirage 2000, KC-135 Stratotanker, E-3 Sentry A-4AR, C-130 Hercules (como observador) |
| Cruzex II Novembro de 2004 |
| Mirage III, F-5 Tiger II, AMX A-1, EMB-312 Tucano, Boeing 707, C-130 Hercules, EMB-110 Bandeirante, Super Puma, Bell UH-1, EAS350, EADS C-295 Mirage 2000, KC-135 Stratotanker, E-3 Sentry F-16 Fighting Falcon, Mirage 5, Boeing 707, Super Puma A-4AR, C-130 Hercules, FMA IA 58 Pucará — (como observadores) |
| Cruzex III Agosto—Setembro de 2006 |
| Mirage III, F-5 Tiger II, AMX A-1, EMB-312 Tucano, Boeing 707, C-130 Hercules, EMB-110 Bandeirante, Super Puma, Bell UH-1, EAS350, EMB-314 Super Tucano, EADS C-295 Mirage 2000, E-3 Sentry F-16 Fighting Falcon, Mirage 5, Boeing 707, F-5 Tiger II A-4AR, FMA IA 58 Pucará A-37 Dragonfly - FMA IA 58 Pucará — (como observadores)                                                                                        |
| Cruzex IV Novembro de 2008 |
| Mirage III, F-5 Tiger II, AMX A-1, EMB-312 Tucano, Boeing 707, C-130 Hercules, EMB-110 Bandeirante, Super Puma, Bell UH-1, EAS350, EMB-314 Super Tucano, EADS C-295 Mirage 2000 F-5 Tiger II, Boeing 707 F-16 Fighting Falcon A-37 Dragonfly - FMA IA 58 Pucará — (como observadores) |
| Cruzex V Outubro—Novembro de 2010 |
| Mirage III, F-5 Tiger II, AMX A-1, EMB-312 Tucano, Boeing 707, C-130 Hercules, EMB-110 Bandeirante, Super Puma, Bell UH-1, EAS350, EMB-314 Super Tucano, EADS C-295 Mirage 2000 F-16 Fighting Falcon, KC-135 Stratotanker F-16 Fighting Falcon, KC-135 Stratotanker A-4AR, C-130 Hercules A-37 Dragonfly - FMA IA 58 Pucará — (como observadores)                                                                           |
| Cruzex VI Outubro—Novembro de 2013 |
| Embraer E-99 Mirage 2000, F-5 Tiger II, AMX A-1, EMB 314 Super Tucano, C130 Hercules, EADS C-295, UH-60 Black Hawk, Mil Mi-24, Eurocopter EC725, Embraer EMB E-99 F-16 Fighting Falcon, KC-135 Stratotanker F-16 Fighting Falcon, KC-135 Stratotanker F-16 Fighting Falcon, Shaanxi Y-8 A-37 Dragonfly, Boeing KC-767, C-130 Hercules A-37 Dragonfly - FMA IA 58 Pucará, C130 Hercules EMB-314 Super Tucano C-130J Hercules |
| Cruzex VII Novembro de 2018 |
| F-5 Tiger II, AMX A-1, EMB-314 Super Tucano, Boeing 767, C-130 Hercules, EADS C-295, UH-60 Black Hawk, Eurocopter EC725, Embraer EMB E-99 F-16 Fighting Falcon, KC-135 Stratotanker F-16 Fighting Falcon, KC-135 Stratotanker Mirage 2000, Boeing 737-200, C-130 Hercules, C-27J Spartan A-37 Dragonfly C-130J Hercules EADS C-295                                                                                          |
| Cruzex VIII Novembro de 2024 |
| JAS 39 Gripen, F-5 Tiger II, AMX A-1, A-4 Skyhawk, EMB 314 Super Tucano, C-390 Millenniumm, EADS C-295, Eurocopter EC725, Embraer EMB E-99 F-15 Strike Eagle, Boeing KC-46 F-16 Fighting Falcon, KC-135 Stratotanker IA 63 Pampa, C-130 Hercules , KAI KT-1 EMB-312 Tucano, C-212 Aviocar Boeing KC-767 C-390 Millenniumm — — — (como observadores)                                                                         |